# Szamannyaphala-szutta
A Szamannyaphala-szutta a páli kánonhoz tartozó Dígha-nikája 34 szuttája (páli, szutta; szanszkrit, szútra) közül a második. A cím jelentése „A szerzetesi élet gyümölcsei”.
Magadha uralkodójának, Adzsátasatru királynak a története, aki Bimbiszára király örököse és utódja volt. A következő kérdéssel fordult kora nagy indiai spirituális tanítóihoz: Mik a szerzetesi élet gyümölcsei? Miután elégedetlen volt a válaszokkal, feltette a kérdést Buddhának is, akinek a válasza után maga a király is Buddha világi követője lett.
Az ind filozófia és a spirituális tanok vonatkozásában ez a szutta:
- feltárja Buddha véleményét a buddhista szerzetesi életformával kapcsolatban, illetve hogy milyen mentális, fizikális és spirituális jótéteményekkel jár ez az életforma;
- a Szutta-pitaka egyik legrészletesebb jellemzése a szangha (közösség)  erkölcsi viselkedésével kapcsolatban;
- feltárja buddhista nézőpontból Buddha korának néhány vezető spirituális tanításainak lényegét (lásd a lentebb található táblázatot); és,
- Adzsátasatru király történetén keresztül bemutatja a buddhista  érdem és kamma működését a kortárs tanítók egyéb tanításaival szemben, akik például erkölcstelenséget, fatalizmust, materializmust, eternalizmust és agnoszticizmust hirdettek.

Thánisszaró Bhikkhu szerint ez a diskurzus a Tipitaka egyik mesterműve.

## Tartalma
Egy upószatha éjjelén Adzsátasatru király a minisztereitől azt kérte, hogy hozzanak neki olyan tanítót, aki le tudná csillapítani felkavart lelkiállapotát. A választás végül Buddhára esett, aki a közelben szállt meg éppen. A király ellátogatott Buddha szálláshelyére és feltette neki a kérdést, hogy mik a szerzetesi élet gyümölcsei ebben az életben. Buddha megkérdezte a királytól, hogy feltette-e a kérdést korábban már másoknak is. A király elmesélte, hogy már hat köztiszteletben álló remetének is feltette a kérdést. Azonban egyikük válaszát sem találta kielégítőnek.
Buddha ezután elmagyarázta a királynak a nézőpontját az anyagi dolgokkal kezdve és a spirituálissal folytatva:
- A magány öröme: Például a rabszolgáknak vagy a rabnak a szolgaságból illetve rabságból való szabadulása után érzett elégedettsége a legegyszerűbb étellel és lakhellyel, ez a magányban érzett elégedettség.
- Az 'erény öröme': Az önuralomtól erényes remete nem fél sehol. Ez a feddhetetlenségből származó öröm.
- Az egyszerűség elégedettsége: Bárhova megy a remete, csupán a legszükségesebb dolgait viszi magával, és ekként elégedett.
- Mentális nyugalom: Tudatosságával és éberségével (lásd szampadzsanna) a remete tudata mentes a sóvárgástól, a rosszakarattól, a haragtól, a restségtől, az álmosságtól, a nyughatatlanságtól, az aggodalomtól és a kétségtől (lásd öt akadály).
- Elmélyülés általi öröm: a remete eléri a négy elmélyülés általi (dhjána) tudatállapotot, amelyekben a testet áthatja az elfordulásból származó boldog elragadtatás, az összeszedettségből származó boldog elragadtatás, az elragadtatás elhalványulásából származó öröm, végül átitatja testét a tiszta fénylő éberség.
- Belátás ismerete: A tudatát, ami összeszedett, megtisztult és fényes, feddhetetlen, mentes a tökéletlenségektől, rugalmas, alakítható és rendíthetetlen, a bölcsességre és az éleslátásra irányítja. Észreveszi, hogy: „Ez a testem, ami formával rendelkezik, a négy elsődleges elemből áll, anyától és apától született, rizzsel és zabkásával tápláltam, mulandóságnak van alávetve, kopásnak, nyomásnak, pusztulásnak és szétoszlásnak. A tudatosságom pedig ezen támaszkodik, ehhez kapcsolódik.”[1]
- Természetfeletti erők: „Egy lévén megsokszorozódik, számos lévén eggyé válik. Megjelenik és eltűnik. Szabadon átmegy falakon, bástyákon és hegyeken, mintha üres terek lennének. Alámerül és kibukkan a földből, mintha az víz lenne. Jár a vízen anélkül, hogy nedves lenne, mintha az száraz talaj lenne. Keresztbe tett lábbal ülve repül az égen, mintha szárnyakkal rendelkező madár lenne. Akkora ereje van, hogy a kezével megfogja és megsimítja akár a napot és a holdat is. Befolyást gyakorol a testével olyan távolságra, mint a Brahma-világok.”[1]
- Gondolatolvasás: Képes érteni mások gondolatát (a tudatossággal kapcsolatban lásd Szatipatthána-szutta).
- A hármas tudás: Képes visszaemlékezni előző életeire, látja mások újraszületését és ismeri a szenvedés megszüntetését
- Megszabadulás a szanszárától: Megérti: „A születés véget ért, az egész élet beteljesült, a feladat végrehajtatott. Nincsen más, amit ezért a világért tehet.”[1]

### A király reakciója
Adzsátasatru ezután megvallja Buddhának, hogy megölte a saját édesapját.  Buddha a következőket válaszolta neki:
„Igen, nagy király, a bűn legyőzött téged, esztelen voltál és oly zavart és olyan képzetlen, hogy megölted atyádat, egy igaz embert, egy igaz királyt, saját hatalmad érdekében. De mivel felismered bűnödet és a Dhammával összhangban lévő jó útra térsz, elfogadjuk vallomásodat. A bűn felismerése és a Dhammával összhangban lévő jó útra térés, valamint önmérséklet tanúsítása a jövőben, az a Dhammában és a szerzetesi fegyelemben való növekedés forrása.”

## Szövegmagyarázatok
- Bodhi, Bhikkhu. Discourse on the Fruits of Recluseship. Buddhist Publication Society (1997)
- Khema, Ayya. Visible Here and Now: The Buddha's Teachings on the Rewards of Spiritual Practice. Shambhala Publications (2001)